# Letheobia
Letheobia – rodzaj węży z podrodziny Afrotyphlopinae w rodzinie ślepuchowatych (Typhlopidae).

## Zasięg występowania
Rodzaj obejmuje gatunki występujące na Bliskim Wschodzie (Turcja, Syria, Liban, Izrael i Jordania) i Afryce (Gwinea, Liberia, Ghana, Togo, Nigeria, Czad, Kamerun, Erytrea, Somalia, Etiopia, Sudan Południowy, Republika Środkowoafrykańska, Gwinea Równikowa, Wyspy Świętego Tomasza i Książęca, Gabon, Kongo, Demokratyczna Republika Konga, Rwanda, Burundi, Uganda, Kenia, Tanzania, Zambia, Angola i Zimbabwe). 

## Systematyka

### Etymologia
Letheobia: gr. ληθη lēthē „zapomnienie”; βιος bios „życie”.

### Podział systematyczny
Do rodzaju należą następujące gatunki:

- Letheobia acutirostrata (Andersson, 1916)
- Letheobia akagerae Dehling, Hinkel, Ensikat, Babilon & Fischer, 2018
- Letheobia angeli (Guibé, 1952)
- Letheobia caeca (Duméril, 1856)
- Letheobia coecatus (Jan, 1864)
- Letheobia crossii (Boulenger, 1893)
- Letheobia debilis (Joger, 1990)
- Letheobia decorosus (Buchholz & Peters, 1875)
- Letheobia episcopus (Franzen & Wallach, 2002)
- Letheobia erythraea (Scortecci, 1929)
- Letheobia feae (Boulenger, 1906)
- Letheobia gracilis (Sternfeld, 1910)
- Letheobia graueri (Sternfeld, 1912)
- Letheobia jubana Broadley & Wallach, 2007
- Letheobia kibarae (de Witte, 1953)
- Letheobia largeni Broadley & Wallach, 2007
- Letheobia leucosticta (Boulenger, 1898)
- Letheobia lumbriciformis (Peters, 1874)
- Letheobia manni (Loveridge, 1941)
- Letheobia mbeerensis Malonza, Bauer & Ngwava, 2016
- Letheobia newtoni (Bocage, 1890)
- Letheobia pallida Cope, 1869
- Letheobia pauwelsi Wallach, 2005
- Letheobia pembana Broadley & Wallach, 2007
- Letheobia praeocularis (Stejneger, 1894)
- Letheobia rufescens (Chabanaud, 1916)
- Letheobia simoni (Boettger, 1879)
- Letheobia somalica (Boulenger, 1895)
- Letheobia stejnegeri (Loveridge, 1931)
- Letheobia sudanensis (Schmidt, 1923)
- Letheobia swahilica (Broadley & Wallach, 2007)
- Letheobia toritensis Broadley & Wallach, 2007
- Letheobia uluguruensis (Barbour & Loveridge, 1928)
- Letheobia weidholzi (Wallach & Gemel, 2018)
- Letheobia wittei (Roux-Estève, 1974)
- Letheobia wrayi Malonza, 2024
- Letheobia zenkeri (Sternfeld, 1908)